# Cserne (keresztnév)
A Cserne női név ismeretlen eredetű régi magyar személynév, ami lehet, hogy egy szláv névből származik. Jelentése ez esetben fekete.

## Gyakorisága
Az újszülötteknek adott nevek körében az 1990-es években szórványos volt. A 2000-es és a 2010-es években sem szerepelt a 100 leggyakrabban adott női név között.
A teljes népességre vonatkozóan a Cserne sem a 2000-es, sem a 2010-es években nem szerepelt a 100 leggyakrabban viselt női név között.

## Névnapok
május 10.